# 19平均律
19平均律（じゅうきゅうへいきんりつ）は、19-tET, 19-EDO, 19-ET, とも略称され、オクターヴを19段の等間隔なステップ（等しい周波数比）に分割することにより得られる音律である。各ステップは周波数比{\displaystyle 2^{\frac {1}{19}}}( {\displaystyle {\sqrt[{19}]{2}}} ) 、または 1200/19 ≈ 63.15789474 セントである。19は素数であるため、この調律システムは循環しており、12平均律における五度圏図のように、19音のいずれの音からも任意の音程を取り出すことが可能である。

## 歴史
オクターヴの19段への分割は、グレイター・ディエシス（オクターヴと4重の短3度の比、648:625 あるいは 62.565セント） が、ほぼオクターヴの1/19である、というルネッサンス音楽理論から自然に起こった。
この調律体系への関心は16世紀に遡ることができ、作曲家ギヨーム・コストレイが1558年にフランス歌謡 Seigneur Dieu ta pitié の中で用いている。コストレイはこの調律の循環的な側面を理解し追求した。1577年に音楽理論家フランシスコ・デ・サリナスは実質的に19平均律を提案している。サリナスは5度が694.786セントとなる1/3コンマ中全音律を論じた。19平均律の5度は694.737セントであり、1/20セント未満しか狭くなく、ほとんど気づかれない程度で調律誤差よりも少ない。サリナスはこの調律で1オクターブを19音に分割することを提案しており、その誤差は1セント未満である。そのため彼の提案は実質的に19平均律といえる。19世紀には、数学者であり音楽理論家であったウェズリー・ウールハウスが50平均律などよりも19平均律の方が中全音律調律のより実用的な代替手段であると提言している。
作曲家ヨエル・マンデルバウムは1961年のPh.D.論文において、12から22段の間の分割の中で何故唯一19平均律が実用的なシステムであるという確証を得るに至ったかを論述し、さらにより細分化した平均律のうち、次に少ない分割数で自然な間隔に合致するものは31平均律であると結論付けた。マンデルバウムは19平均律、31平均律双方で作曲を行っている。
ロン・スウォードのような人々は、楽器（ギターなど）を19平均律で調律し、録音を行っているが、広く用いられるものにはなっていない。

## スケール図
19音システムは♯、♭を用いた伝統的音名で表すことができるが、B♯とC♭、およびE♯とF♭は同音となる。この解釈で19音をスケール図に示すと以下のようになる。
| 段(セント)   |   | 63 | 63 | 63 | 63  | 63  | 63  | 63  | 63     | 63     | 63  | 63  | 63  | 63  | 63  | 63  | 63  | 63  | 63  | 63  | 63  | 63  | 63  | 63  | 63     | 63     | 63  | 63  | 63  | 63  | 63  | 63  | 63   | 63   | 63   | 63   | 63   | 63   | 63   |      |
| 音名         | A | A  | A♯ | A♯ | B♭  | B♭  | B   | B   | B♯/ C♭ | B♯/ C♭ | C   | C   | C♯  | C♯  | D♭  | D♭  | D   | D   | D♯  | D♯  | E♭  | E♭  | E   | E   | E♯/ F♭ | E♯/ F♭ | F   | F   | F♯  | F♯  | G♭  | G♭  | G    | G    | G♯   | G♯   | A♭   | A♭   | A    | A    |
| 音程(セント) | 0 | 0  | 63 | 63 | 126 | 126 | 189 | 189 | 253    | 253    | 316 | 316 | 379 | 379 | 442 | 442 | 505 | 505 | 568 | 568 | 632 | 632 | 695 | 695 | 758    | 758    | 821 | 821 | 884 | 884 | 947 | 947 | 1011 | 1011 | 1074 | 1074 | 1137 | 1137 | 1200 | 1200 |

実際、伝統的西洋音楽を厳密にこのスケールの上に位置付けることは、他の多くの調律に比べて実行が容易である。

## 音程
ここに、幾つかの一般的な音程を示す。セント値により、整数比との差を示す。比較の為記すと、12平均律の五度と完全五度の差は1.955セント、長三度のそれは13.686セントである。
| 音程名               | サイズ(段) | サイズ(セント) | 純正比 | 純正(セント) | 誤差    |
| 完全五度             | 11         | 694.737        | 3:2    | 701.955      | 7.218   |
| 広い七限界の三全音   | 10         | 631.579        | 10:7   | 617.488      | -14.091 |
| 狭い七限界の三全音   | 9          | 568.421        | 7:5    | 582.512      | 14.091  |
| 完全四度             | 8          | 505.263        | 4:3    | 498.045      | -7.218  |
| 七限界の長三度       | 7          | 442.105        | 9:7    | 435.084      | -7.021  |
| 長三度               | 6          | 378.947        | 5:4    | 386.314      | 7.366   |
| 短三度               | 5          | 315.789        | 6:5    | 315.641      | -0.148  |
| 七限界の短三度       | 4          | 252.632        | 7:6    | 266.871      | 14.239  |
| 七限界の全音         | 4          | 252.632        | 8:7    | 231.174      | -21.457 |
| 全音,大全音          | 3          | 189.474        | 9:8    | 203.91       | 14.436  |
| 全音,小全音          | 3          | 189.474        | 10:9   | 182.404      | -7.07   |
| 14:13幅の広い半音    | 2          | 126.316        | 14:13  | 128.298      | 1.982   |
| 七限界の全音階的半音 | 2          | 126.316        | 15:14  | 119.443      | -6.873  |
| 全音階的半音,純正    | 2          | 126.316        | 16:15  | 111.731      | -14.585 |
| 七限界の半音階的半音 | 1          | 63.158         | 21:20  | 84.467       | 21.309  |
| 半音階的半音,純正    | 1          | 63.158         | 25:24  | 70.672       | 7.515   |
| 七限界の三分音       | 1          | 63.158         | 28:27  | 62.961       | -0.197  |